# Чемпіонат світу з трекових велоперегонів 1975
Чемпіонат світу з трекових велоперегонів 1975 проходив з 20 по 25 серпня 1975 року в Рокурі, передмісті Льєжа, Бельгія. Усього на чемпіонаті розіграли 11 комплектів нагород — 9 у чоловіків та 2 у жінок.

## Медалісти

### Чоловіки
Професіонали
| Дисципліна                         | Золото        | Срібло         | Бронза     |
| Спринт                             | Джон Ніколсон | Педер Педерсен | Абе Рьоджі |
| Індивідуальна гонка переслідування | Рой Шуйтен    | Кнуд Кнудсен   | Дірк Барт  |
| Гонка за лідером                   | Дітер Кемпер  | Сеес Стам      | Ян Брур    |

Аматори
| Дисципліна                         | Золото                                                 | Срібло                                                                | Бронза                                                             |
| Спринт                             | Даніель Морелон                                        | Джорджіо Россі                                                        | Емануель Раш                                                       |
| Гіт на 1000 м                      | Клаус-Юрген Ґрюнке                                     | Едуард Рапп                                                           | Януш Кержковський                                                  |
| Індивідуальна гонка переслідування | Томас Гашке                                            | Володимир Осокін                                                      | Орфео Піццоферрато                                                 |
| Командна гонка переслідування      | ФРН Гюнтер Шумахер Пітер Вонгоф Ганс Лутц Грегор Браун | СРСР Володимир Осокін Віталій Петраков Віктор Соколов Олександр Перов | НДР Норберт Дюрпіш Томас Гашке Уве Унтервальдер Клаус-Юрген Ґрюнке |
| Спринт на тандемах                 | [ 1 ]                                                  | Чехословаччина Владимир Вацкарж Мирослав Вимазал                      | СРСР Анатолій Яблуновський Сергій Комельков                        |
| Гонка за лідером                   | Габі Міннебоо                                          | Мігель Еспінос                                                        | Жан Пінселло                                                       |

### Жінки
| Дисципліна                         | Золото               | Срібло          | Бронза       |
| Спринт                             | Сью Новара           | Іва Заїчкова    | Шейла Янг    |
| Індивідуальна гонка переслідування | Кеті ван Оостен-Гахе | Мері Джейн Ріок | Деніз Бертон |

## Загальний медальний залік
| Місце  | Країна          | Золото | Срібло | Бронза | Загалом |
| ------ | --------------- | ------ | ------ | ------ | ------- |
| 1      | Нідерланди      | 3      | 1      | 1      | 5       |
| 2      | НДР             | 2      |        | 2      | 4       |
| 3      | ФРН             | 2      |        |        | 2       |
| 4      | США             | 1      | 1      | 1      | 3       |
| 5      | Франція         | 1      |        | 1      | 2       |
| 6      | Австралія       | 1      |        |        | 1       |
| 7      | СРСР            |        | 3      | 1      | 4       |
| 8      | Чехословаччина  |        | 2      |        | 2       |
| 9      | Італія          |        | 1      | 1      | 2       |
| 10     | Данія           |        | 1      |        | 1       |
| 10     | Норвегія        |        | 1      |        | 1       |
| 10     | Іспанія         |        | 1      |        | 1       |
| 13     | Японія          |        |        | 1      | 1       |
| 13     | Велика Британія |        |        | 1      | 1       |
| 13     | Бельгія         |        |        | 1      | 1       |
| 13     | Польща          |        |        | 1      | 1       |
| Всього | Всього          | 10     | 11     | 11     | 32      |